# 10515 Old Joe
A 10515 Old Joe (ideiglenes jelöléssel 1989 UB3) a Naprendszer kisbolygóövében található aszteroida. B. G. W. Manning fedezte fel 1989. október 31-én.
Nevét a Birminghami Egyetem Joseph Chamberlain óratornyának diáknyelvi neve után kapta. Az óratornyot Joseph Chamberlain (1836–1914) brit politikusról nevezték el.

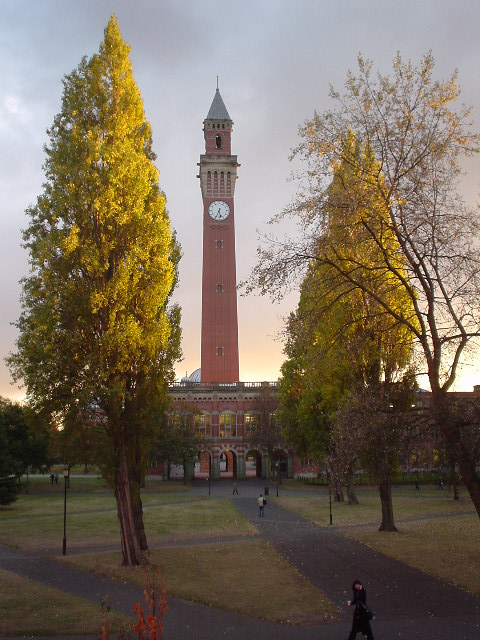
az Old Joe óratorony
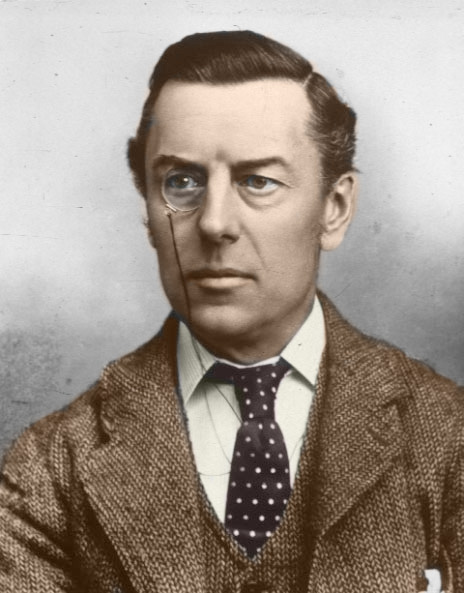
Joseph Chamberlain